# Joris van Soerland
Joris van Soerland (Amsterdam, 15 oktober 1972) is een Nederlands voormalig competitief badmintonspeler. Hij werd in 1999 Nederlands kampioen enkelspel (na een finale tegen Jeroen van Dijk), een half jaar nadat hij stopte met internationale toernooien. In de Nederlandse competitie speelde hij sinds 2002 in het tweede van BV Van Zijderveld (Amstelveen), waar hij trainer was van de hoogste teams. Sedert 2013 komt hij uit in het tweede team van BV Almere in de eerste divisie, waar hij ook achtereenvolgens kampioen mee werd.

## Biografie
Van Soerland begon op zijn zesde met badminton bij BC Nuenen. Op zijn achttiende mondde dit uit in een voltijds sportcarrière. Via BCA en BC Oosterhout belandde de Amsterdammer bij BV Van Zijderveld. Hij deed voor Nederland mee aan de Olympische Zomerspelen 1996, waar hij in de tweede ronde sneuvelde.
Van Soerland stopte in 1999 totaal met de badmintonsport. Drie jaar later pakte hij op een lager niveau het racket weer op, in combinatie met een functie als trainer en een baan als verkoopleider bij een bedrijf in golf-, badminton- en tennisspullen. Ook verzorgde Joris van Soerland clinics in Suriname waar hij nog goed contact heeft met mede Olympiër uit 1996 Oscar Brandon, de Surinaamse speler die voorheen ook uitkwam voor BV Van Zijderveld (Amstelveen) begin jaren negentig.
Van Soerland is getrouwd met badmintonspeelster Georgy Trouerbach (damesdubbel kampioene van Nederland in 1995), met wie hij een zoon Denzell en een dochter Jessela heeft. Uiteraard hebben beide kinderen eveneens het badmintonracket ter hand genomen en maken reeds furore op de Nederlandse badmintonvelden. 

## Succesvol veteraan
Joris van Soerland is thans ook een succesvolle badmintonspeler bij de jaarlijks terugkerende Nederlandse Veteranen Kampioenschappen. Joris en Georgy werden Nederlands veteranenkampioenen gemengd dubbel in de leeftijdscategorie 40 plus in 2014, terwijl Joris ook de mannen enkel titel in de 40 pluscategorie pakte. Een jaar eerder in 2013 pakte Joris al de triple bij de veteranen, waarbij de mix titel in de 35 pluscategorie werd gewonnen samen met Georgy. In 2012 won Joris de enkel en dubbel Nederlandse titel bij de veteranen in de 35 plusklasse. In 2011 pakte hij de single en mix titels bij de veteranen in de 35 plusklasse. In 2009 won Joris de dubbel en mix veteranen titels in de 35 plusklasse. In 2008 was hij winnaar van de enkel en mix titels 35 plus.